# Potamocypris granulosa
Potamocypris granulosa är en kräftdjursart som beskrevs av Daday 1902. Potamocypris granulosa ingår i släktet Potamocypris och familjen Cyprididae. Inga underarter finns listade i Catalogue of Life.